# 皇氏
皇氏，是春秋时期宋国的一个子姓氏族，属于宋国的公族，始祖是宋戴公的儿子皇父充石，和华氏、乐氏、老氏并称戴族。后代以皇父充石的表字中的前一字皇立氏。皇氏在春秋中后期名臣辈出，如皇鄖、皇國父、皇瑗、皇缓、皇野、皇非我、皇懷。一说战国时的宋剔成君，就是皇氏的皇喜。后代衍化为皇甫姓。